# WrestleMania 32
WrestleMania 32 fue la trigésima segunda edición de WrestleMania, un evento pago por visión (PPV) de lucha libre profesional producido por la WWE. Tuvo lugar el 3 de abril de 2016, desde el AT&T Stadium en Arlington, Texas. Los temas musicales oficiales fueron "My House" de Flo Rida, "Hello Friday" de Flo Rida con Jason Derulo, "Hail to the King" de Avenged Sevenfold, "Sympathy for the Devil" de Motörhead y "Oh No" de Goodbye June. Este fue el tercer WrestleMania que tuvo lugar en el estado de Texas después de las ediciones de 2001 y 2009, y la primera que tuvo lugar en el Dallas-Fort Worth metroplex.

## Producción
WrestleMania es considerado el evento insignia de la WWE, y ha sido descrito como el Super Bowl del entretenimiento deportivo.
El 21 de marzo, se anunció que Fifth Harmony interpretaría "America the Beautiful" al inicio de WrestleMania. En diciembre de 2015, WWE anunció que The Rock aparecería en WrestleMania 32.
Desde el 13 de octubre de 2015, paquetes de viajes con alojamiento que van desde $575 a $6625 por persona fueron vendidos. Desde el 6 de noviembre, boletos individuales que cuestan entre $18 a $1180 se vendieron a través de Ticketmaster. Los nuevos suscriptores al WWE Network podrían ver el evento sin costo adicional.
WWE se vio afectada por lesiones en la vida real de los luchadores en su lista, haciéndolos incapaces de luchar en WrestleMania 32. La lista de lesionados incluye a John Cena, Seth Rollins, Randy Orton, Cesaro, Neville y Luke Harper. Mientras tanto, Daniel Bryan, Sting, Nikki Bella y Tyson Kidd sufrieron lesiones en el cuello, con Kidd apenas evitando parálisis o la muerte, y Bryan teniendo que retirarse de la lucha libre después de que se detectara que además había sufrido múltiples conmociones cerebrales. David Shoemaker, escribiendo para ESPN, describió que «parece como si el talento dejado fuera de la lista de luchas podría vender más entradas que los que actualmente están en ella». Shoemaker también teorizó posibles razones de las lesiones, estando en primer lugar el «agotador calendario de la WWE», y en segundo lugar «el viaje, el cansancio, la falta de una temporada baja de descanso».
CNET escribió en marzo de 2016 que WrestleMania 32 presentará la «culminación» de «la mayor historia en la WWE», que es «el establecimiento de Roman Reigns como el babyface superior, el protagonista que será la cara de la empresa durante - si la WWE lo consigue - la próxima década». «Durante los últimos dos años, la WWE ha estado moviendo cielo y tierra» en un intento de llevar a Reigns al «nivel de reconocimiento» de «nombres como Hulk Hogan, Stone Cold Steve Austin, The Rock y John Cena», pero «su más duro oponente» es la «audiencia de la lucha libre» que comenzó una «rebelión de fanáticos» en oposición al apoyo de la WWE a Reigns, con los aficionados prefiriendo a Dean Ambrose en su lugar. Para combatir esta tendencia, la WWE ha tomado medidas que incluyen silenciar el sonido de multitudes abucheando y agregando aclamaciones enlatadas durante las apariciones televisadas de Reigns en 2016. En un caso raro para luchadores que participan en el evento principal de WrestleMania, se teorizó que la WWE hizo a Reigns no hablar en el último episodio de Raw antes de WrestleMania 32 para evitar que fuera abucheado, en una repetición del Raw antes de WrestleMania 31 (que Reigns encabezó). The A.V. Club concurrió en que «la WWE tiene un serio problema con Roman Reigns», debido a que «básicamente nadie quiere ver a Roman Reigns en el evento principal» de WrestleMania.

## Antecedentes

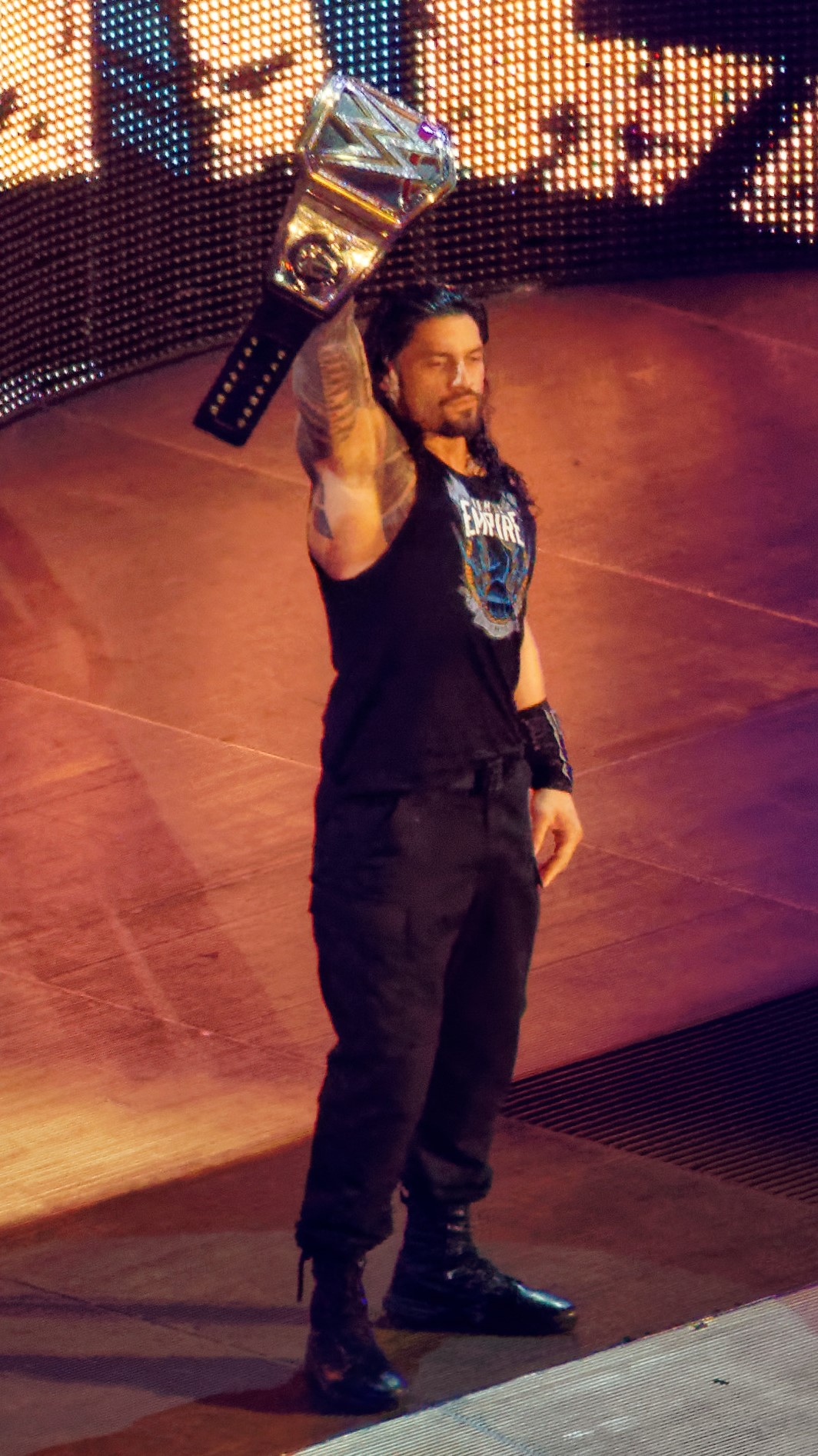
Roman Reigns quien consiguió su tercer Campeonato Mundial Peso Pesado de la WWE en el evento principal contra Triple H.

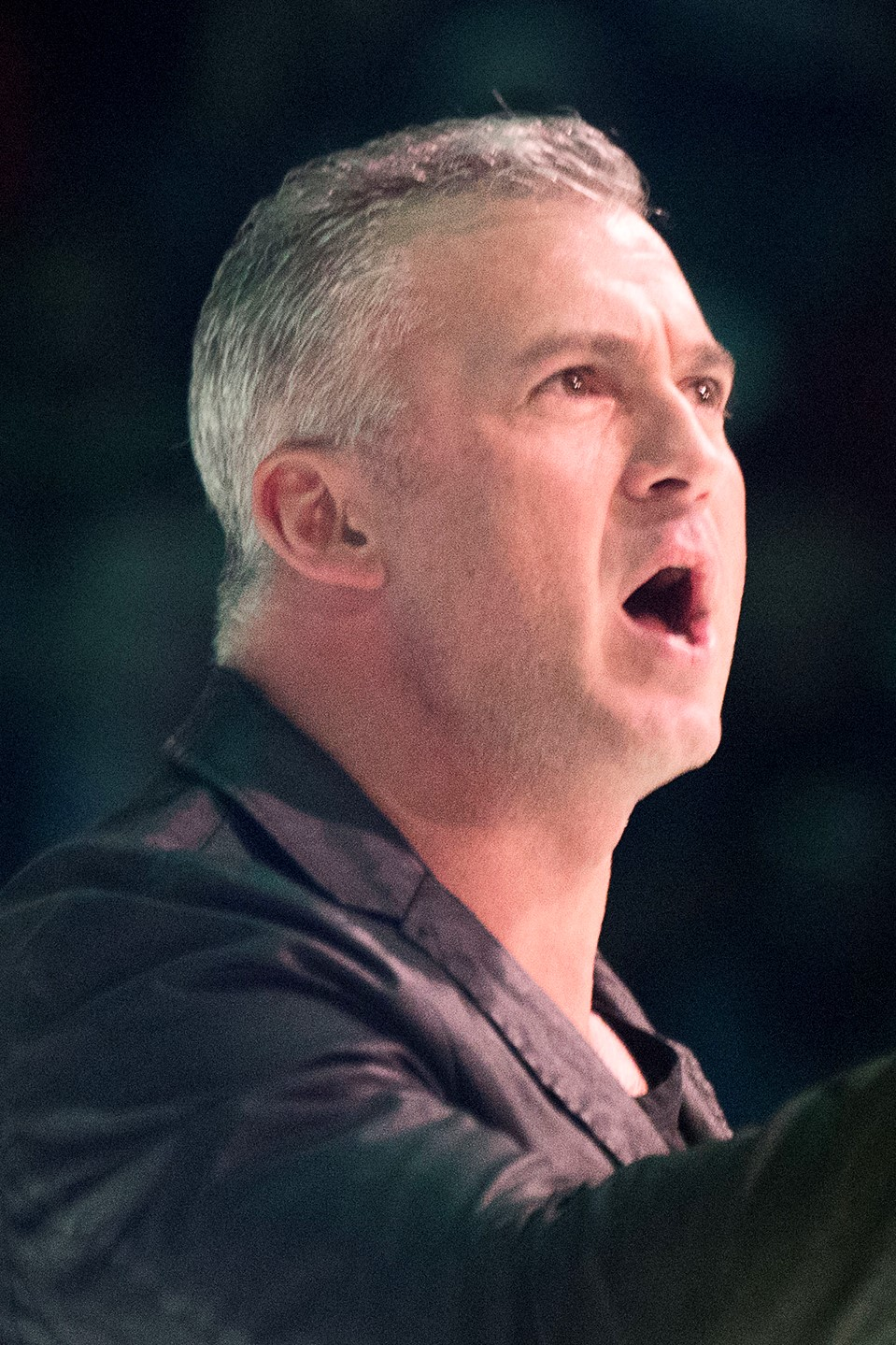
Shane McMahon quien regresaba después de casi 7 años, pierde ante el Undertaker y su oportunidad de obtener el control de Raw.

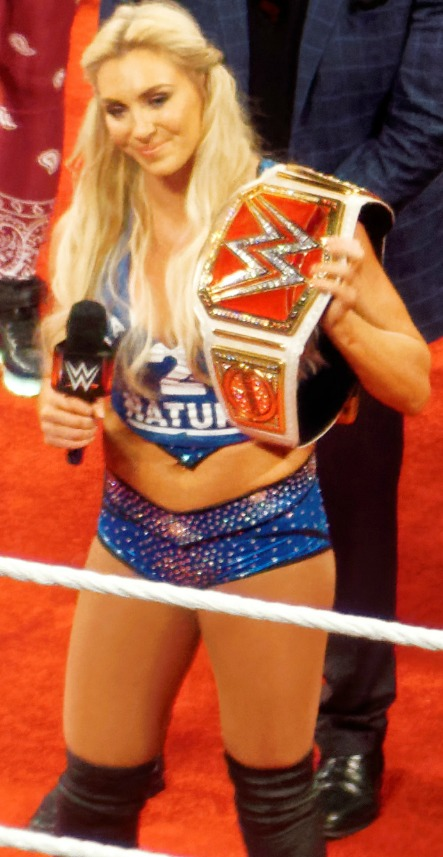
Charlotte quien consiguió ser la primera Campeona Femenina de la WWE ante Becky Lynch y Sasha Banks.

Luego de que Seth Rollins, se viera obligado a dejar vacante el Campeonato Mundial Peso Pesado de la WWE, debido a una grave lesión, Triple H buscaría su reemplazo ofreciéndole a Roman Reigns contendiente al título de Rollins un lugar en The Authority y el título mundial, pasando por alto el torneo estimado para coronar al nuevo campeón. Sin embargo, Reigns se negó y decidió conseguir el título por sus propios medios integrándose en el torneo. Reigns ganó el torneo y el título en Survivor Series, pero una distracción de Triple H permitió a Sheamus cobrar su contrato Money in the Bank quitándole el título a Roman Reigns. Sheamus retuvo el título ante Reigns en TLC: Tables, Ladders & Chairs con la ayuda de Alberto Del Rio y Rusev. Como Reigns los atacó a todos, Triple H salió para intentar detenerlo, siendo atacado y lesionado por Reigns. La noche siguiente en Raw, Reigns derrotó a Sheamus recuperando el título. A causa del ataque, Vince McMahon obligó a Reigns a defender su título en el Royal Rumble Match. En el evento, Triple H regresó como el participante número #30 y eliminó a Reigns ganando el título. En Fastlane, Reigns derrotó a Dean Ambrose y Brock Lesnar en un Triple threat Match, ganándose el derecho de enfrentar s Triple H por el título mundial en WrestleMania. El 22 de febrero en Raw, Triple H interfirió en la lucha entre Sheamus y Reigns, atacando a este último dejándole una herida en su nariz. Ante la ausencia de Reigns, Dean Ambrose retó a Triple H por el título mundial para el evento Roadblock, reteniendo Triple H el título. La noche siguiente en Raw, Triple H derrotó a Dolph Ziggler, tras su victoria Roman Reigns regresó atacando a Triple H, los árbitros y el equipo de seguridad
El 22 de febrero en Raw, Vince McMahon presentó el primer premio «Vincent J. McMahon Legacy of Excellence» a su hija Stephanie McMahon, al momento de recibir su premio, Shane McMahon regresó a la WWE por primera vez desde el año 2009, para hacer valer su lugar en la empresa. Shane le pidió a Vince el poder absoluto de Raw, Vince aceptó pero con la condición de vencer a un rival en el escenario que Vince escogiera, siendo aceptado por Shane, siendo la elección de Vince Undertaker en WrestleMania en un Hell in a Cell Match. El Undertaker regresó la siguiente semana a Raw, exculpándose de lo que le suceda a Shane en el combate responsabilizando a Vince. El 14 de marzo en Raw, Shane confrontó al Undertaker y puso en duda su lealtad a Vince,  terminando Shane recibiendo un Chokeslam del Undertaker al ser empujado por Vince. Luego, el Undertaker intento atacar a Vince pero este logró escapar. El 21 de marzo en Raw, Vince McMahon dijo que si el Undertaker pierde ante Shane, entonces ese sería su último Wrestlemania.
En Fastlane, Brock Lesnar se enfrentó a Roman Reigns y Dean Ambrose por una oportunidad por el Campeonato Mundial Peso Pesado de la WWE, pero en la lucha Ambrose impidió que Lesnar ganara permitiendo que Reigns se hiciera con la victoria y la oportunidad de enfrentar al campeón Triple H. Al día siguiente 22 de febrero en Raw, horas antes de empezar el programa, Lesnar atacaría a Ambrose cuando este último llegaba a la arena con el resultado de que Ambrose fuera trasladado a un hospital, un video fue subido a Facebook siendo mostrado a la audiencia más tarde en el show. Esa misma noche en Raw, Paul Heyman aseguró que nadie podría vencer a Lesnar lanzando un reto a cualquier luchador que pudiese enfrentarlo en WrestleMania. Ambrose apareció por un costado del escenario conduciendo una ambulancia y atacó a Lesnar, pero al estar herido fue contrarrestado por Lesnar quedando tendido en el ring, a pesar de su condición desafió a Lesnar en un No Holds Barred Match para WrestleMania, el cual fue aceptado.
El 22 de febrero en Raw, Becky Lynch se enfrentó en un combate con Sasha Banks y luego de la lucha la Campeona de Divas Charlotte, anunció que una de ellas se enfrentaría a ella en Wrestlemania por su título, pactándose una lucha entre Lynch y Banks para la siguiente semana en Raw. El 29 de febrero en Raw, la lucha entre Lynch y Banks terminó sin resultados luego de un doble conteo entre ellas mismas. Esa semana en Smackdown, Lynch y Banks tuvieron una revancha pero la lucha volvió a terminar sin resultados luego de que Charlotte las atacara, esa misma noche Renee Young anunció que Lynch y Banks enfrentarían a Charlotte por el título en un Triple Threat Match en Wrestlemania.

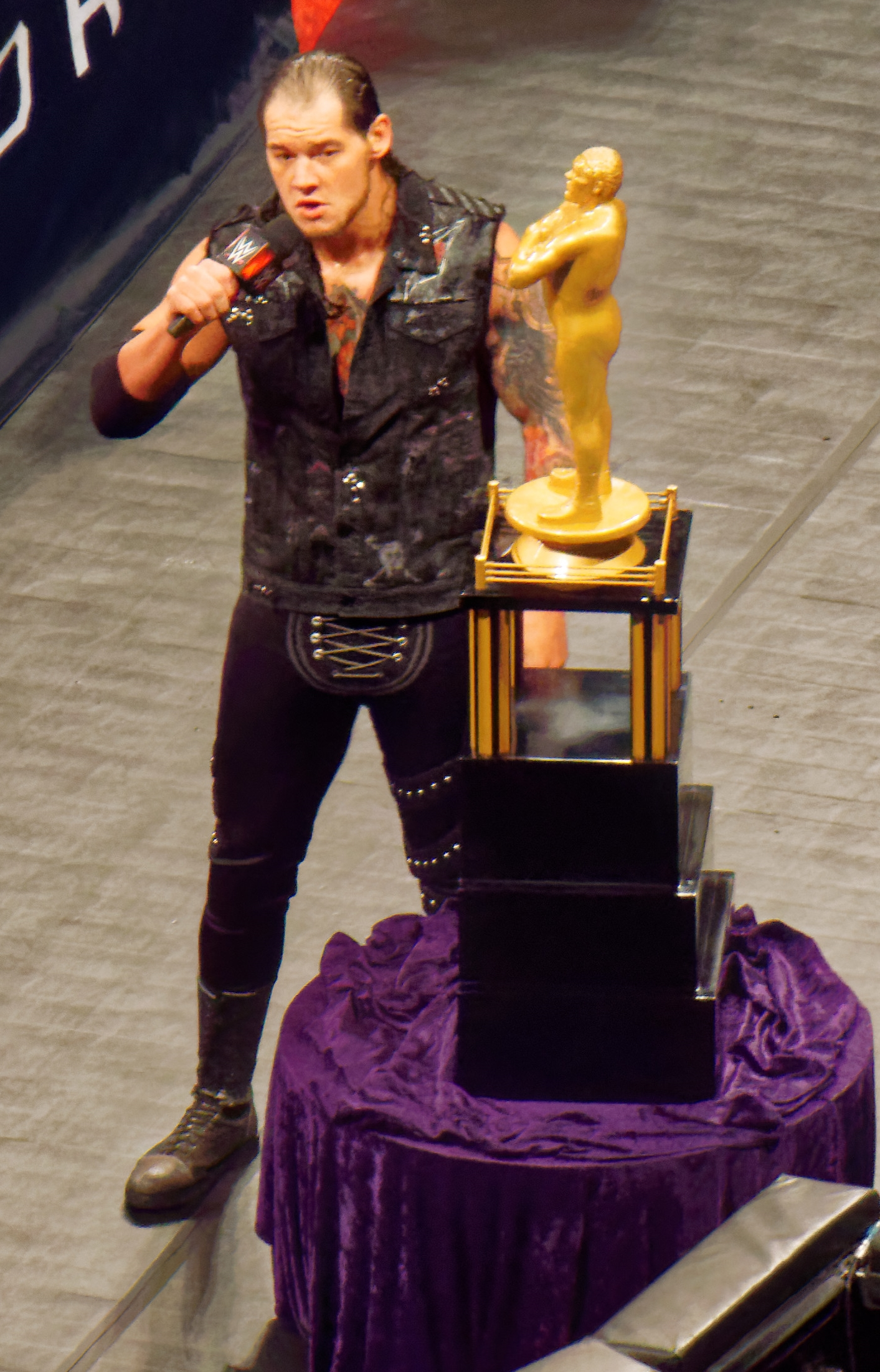
Baron Corbin quien logró ganar la tercera edición anual del André the Giant Memorial Battle Royal al eliminar finalmente a Kane, como representante de NXT.

El 14 de marzo en Raw, se anunció la tercera edición anual del André the Giant Memorial Battle Royal, el cual tendría lugar en WrestleMania. El 17 de marzo en Smackdown, The Social Outcasts (Adam Rose, Curtis Axel, Heath Slater & Bo Dallas) anunciaron su participación. El 18 de marzo, se anunció que la pelea será trasmitida en el Kick-Off del evento. El 21 de marzo en Raw, The Big Show y Kane anunciaron su participación. El 23 de marzo fue anunciado Tyler Breeze a través de WWE.com. El 28 de marzo en Raw fueron confirmados R-Truth, Goldust, Darren Young, Mark Henry, Viktor, Konnor, Jack Swagger, Fandango y Damien Sandow.
El 8 de febrero en Raw, los Dudley Boyz hicieron equipos con los Usos para enfrentar a The New Day y Mark Henry. Luego de la lucha, los Dudley atacaron sorpresivamente a los Usos cambiando a heel. Las siguientes semanas, ambos equipos realizaron ataques mutuos. El 14 de marzo en Raw, se anunció que los Dudleys enfrentarían a los Usos en Wrestlemania.
En Roadblock, los Campeones en Parejas de la WWE The New Day, derrotaron a los miembros de League of Nations Sheamus y King Barrett reteniendo los títulos. El 14 de marzo en Raw, The New Day derrotó a los miembros faltantes Alberto Del Rio y Rusev volviendo a retener los títulos por descalificación, luego de un ataque de los cuatro miembros de League of Nations. Luego del ataque los retaron a una lucha por los títulos para WrestleMania. Esa semana en Smackdown, se anunció que The New Day defendería sus títulos ante League of Nations en un 4 vs 3 Handicap Match.
En Fastlane, Ryback, Big Show y Kane derrotaron a The Wyatt Family. En la revancha, Ryback abandonó a sus compañeros en plena lucha dejando que The Wyatt Family los venciera. Esa misma noche en Raw, Ryback anunció que comenzaría a buscar un camino más individualista cambiando a heel, venciendo en las siguientes semanas a todos los oponentes que lo enfrentaban. El 14 de marzo en Raw, Ryback derrotó a Sin Cara, y luego retó a su compañero Kalisto Campeón de los Estados Unidos a un combate por su título en Wrestlemania. Esa semana en Smackdown, Kalisto aceptó el reto de Ryback en una entrevista de Michael Cole para una lucha por el título en  WrestleMania.

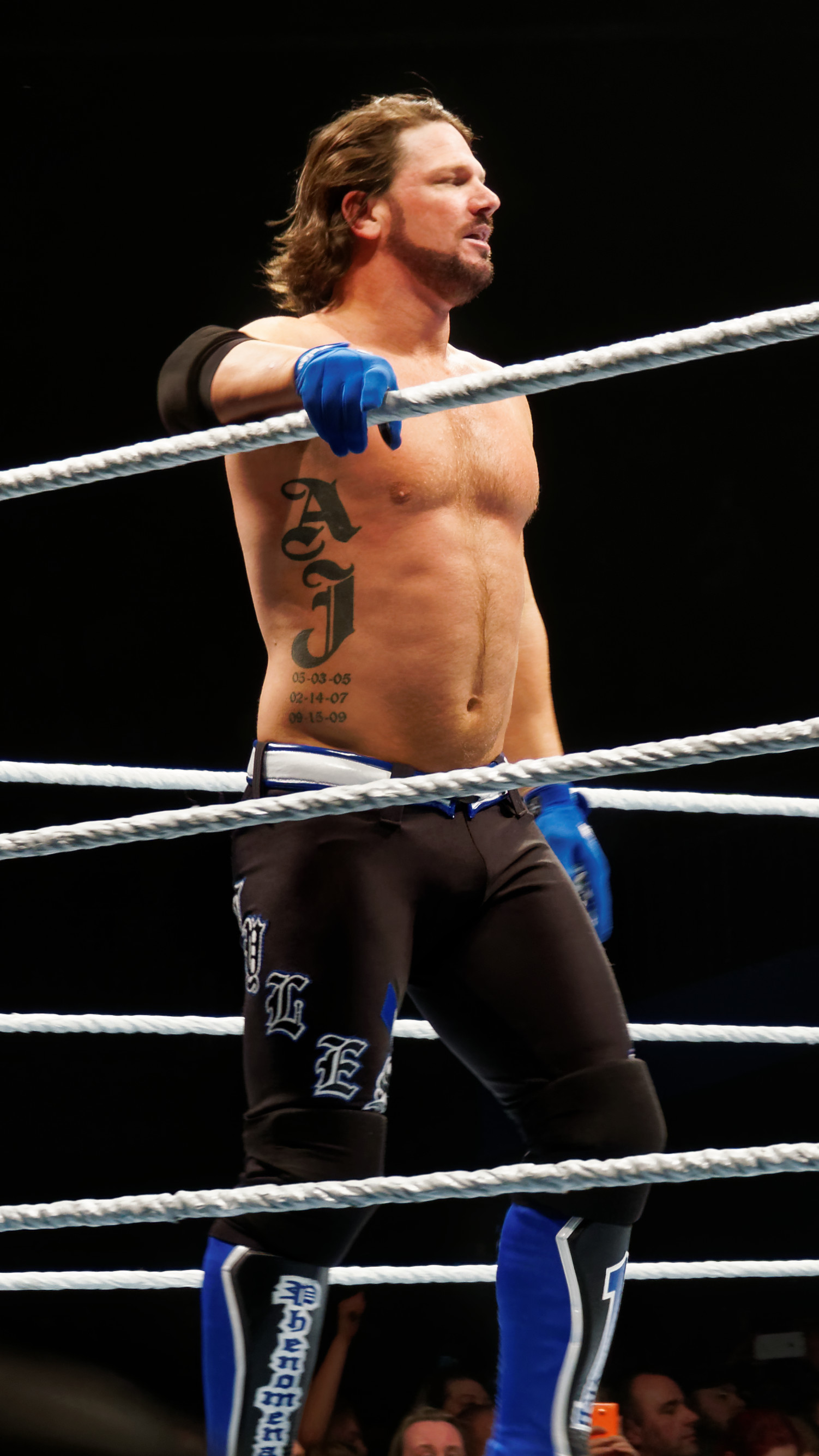
AJ Styles en su debut en WrestleMania, quien pierde ante Chris Jericho.

Después de que AJ Styles derrotó a Chris Jericho en Fastlane, los dos se dieron la mano en señal de respeto y formaron un equipo conocido como «Y2AJ», y derrotaron a los Campeones en Parejas The New Day en dos luchas consecutivas, lo que llevó a Y2AJ a desafiarlos a una lucha por el Campeonato en Parejas de la WWE. Y2AJ no pudo ganar el título contra The New Day en el episodio del 7 de marzo de Raw después de que Jericho fuera cubierto por Big E. Después de la lucha, Jericho atacó a Styles con tres Codebreakers, cambiando a heel en el proceso. Jericho dijo que estaba cansado de que los fanáticos corearan por Styles y no por él. En el episodio del 21 de marzo de Raw, durante la lucha de Jericho con Fandango, Styles distrajo a Jericho, pero Jericho ganó su lucha a pesar de la distracción. Styles luego desafió a Jericho a un combate en WrestleMania, a lo que Jericho se negó. En el episodio del 28 de marzo de Raw, durante la lucha de Jericho con Zack Ryder, Styles una vez más distrajo a Jericho, esta vez causando que Jericho perdiera ante Ryder. Enfurecido por la humillación, Jericho aceptó el desafío de Styles, pero le advirtió que WrestleMania 32 sería su primer y último WrestleMania.

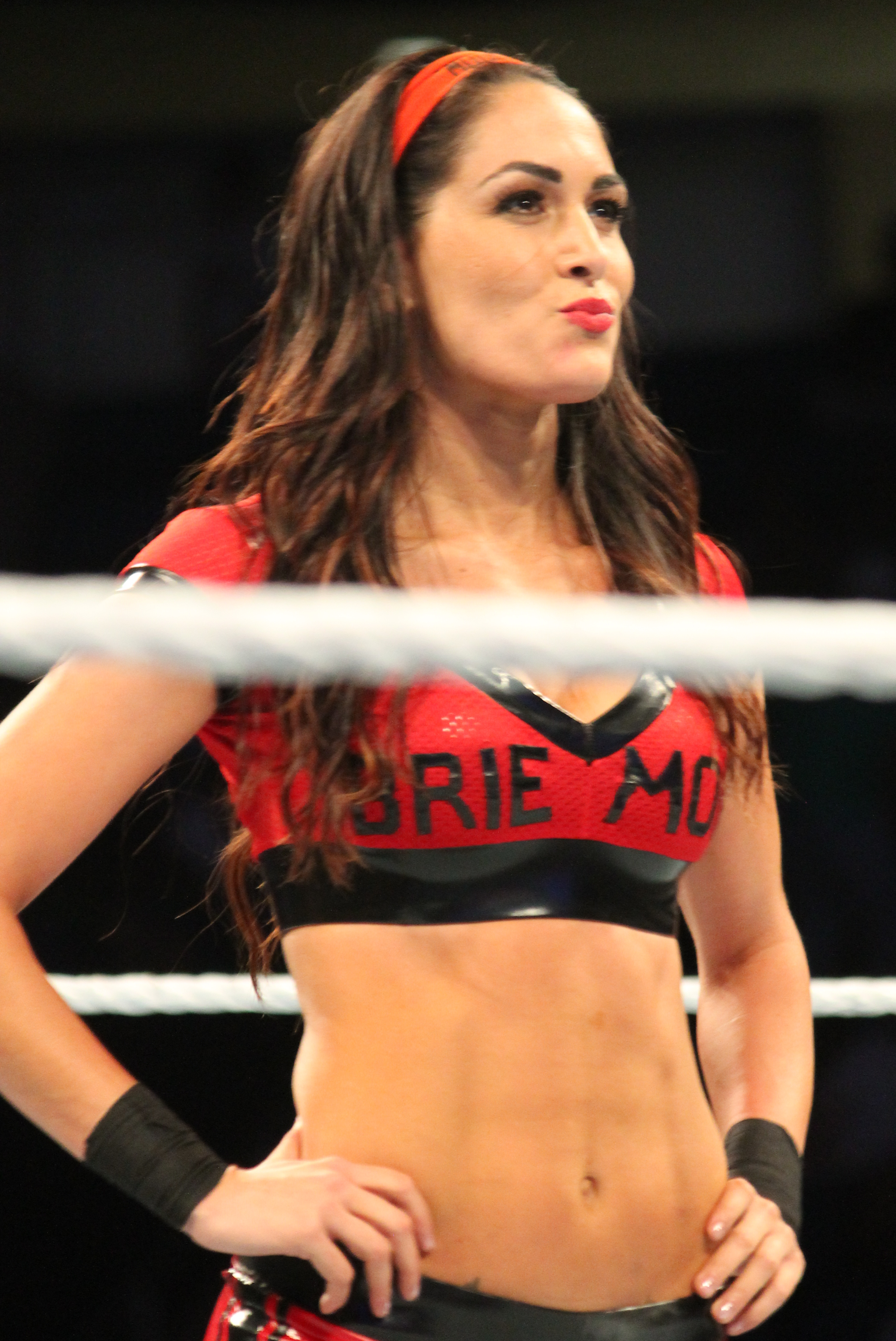
WrestleMania 32 marcó la última lucha de Brie Bella, quien después de derrotar a Lana, se retiró de la lucha libre.

En Fastlane, Kevin Owens defendió el Campeonato Intercontinental ante Dolph Ziggler. En las siguientes semanas, Owens afirmó no tener aspirante al título para WrestleMania. En su respuesta, Ziggler, The Miz y Sami Zayn, exigirían una oportunidad por el título. Sin embargo, Owens le dio la oportunidad a Stardust, Sin Cara y Zack Ryder de enfrentarse entre ellos por una oportunidad, pero la lucha terminó en descalificación luego de una interferencia de Zayn, The Miz y Ziggler. Owens protesto a Stephanie McMahon, quien en su respuesta pactó para WrestleMania un Ladder Match por el Campeonato Intercontinental entre el mismo Owens, Dolph Ziggler, The Miz, Sami Zayn, Stardust, Sin Cara y Zack Ryder.
El 29 de febrero, en Raw, Brie Bella fue entrevistada por Renee Young siendo interrumpida por Lana, llegando a una confrontación entre ellas. Esa misma noche, Brie fue derrotada por Naomi debido a una interferencia de Lana. El 7 de marzo en Raw, Brie fue derrotada por Summer Rae debido a una interferencia de Lana, siendo Brie atacada por Lana con un "Bella Buster". El 10 de marzo en Smackdown, Brie derrotó a Summer y luego de la lucha Lana le aplicó a Brie otro "Bella Buster". El 14 de marzo en Smackdown, el Team B.A.D. (Naomi & Tamina) derrotó al Team Bella (Alicia Fox & Brie Bella) después de la interferencia de Lana. Esa misma noche, Paige fue confrontada por Lana y el Team B.A.D. mientras era entrevistada. El 15 de marzo en Main Event, Paige se enfrentó a Summer Rae y luego de la lucha Lana atacó a Paige. El 21 de marzo en Raw, se pactó la lucha entre el Team B.A.D & Blonde (Lana, Tamina, Naomi, Summer Rae & Emma) contra las Total Divas (Brie Bella, Alicia Fox, Paige, Natalya & una luchadora por confirmarse). El 28 de marzo en Raw, Eva Marie regresó a WWE para defender a las Total Divas del ataque de Lana y el Team B.A.D & Blonde, confirmando que ella es la Diva que completaría al equipo de las Total Divas.

## Resultados

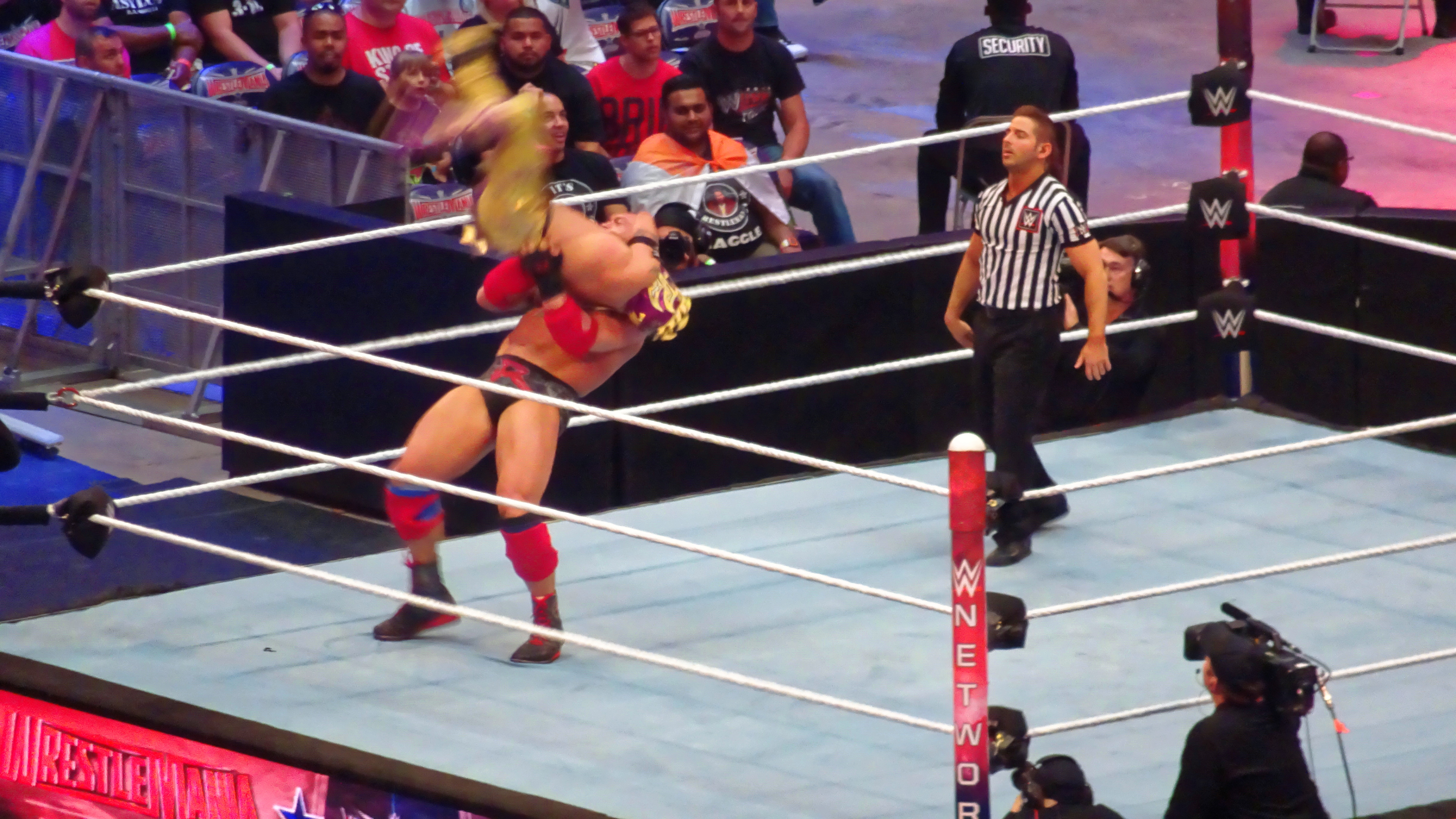
Kalisto y Ryback durante el Kick-Off.

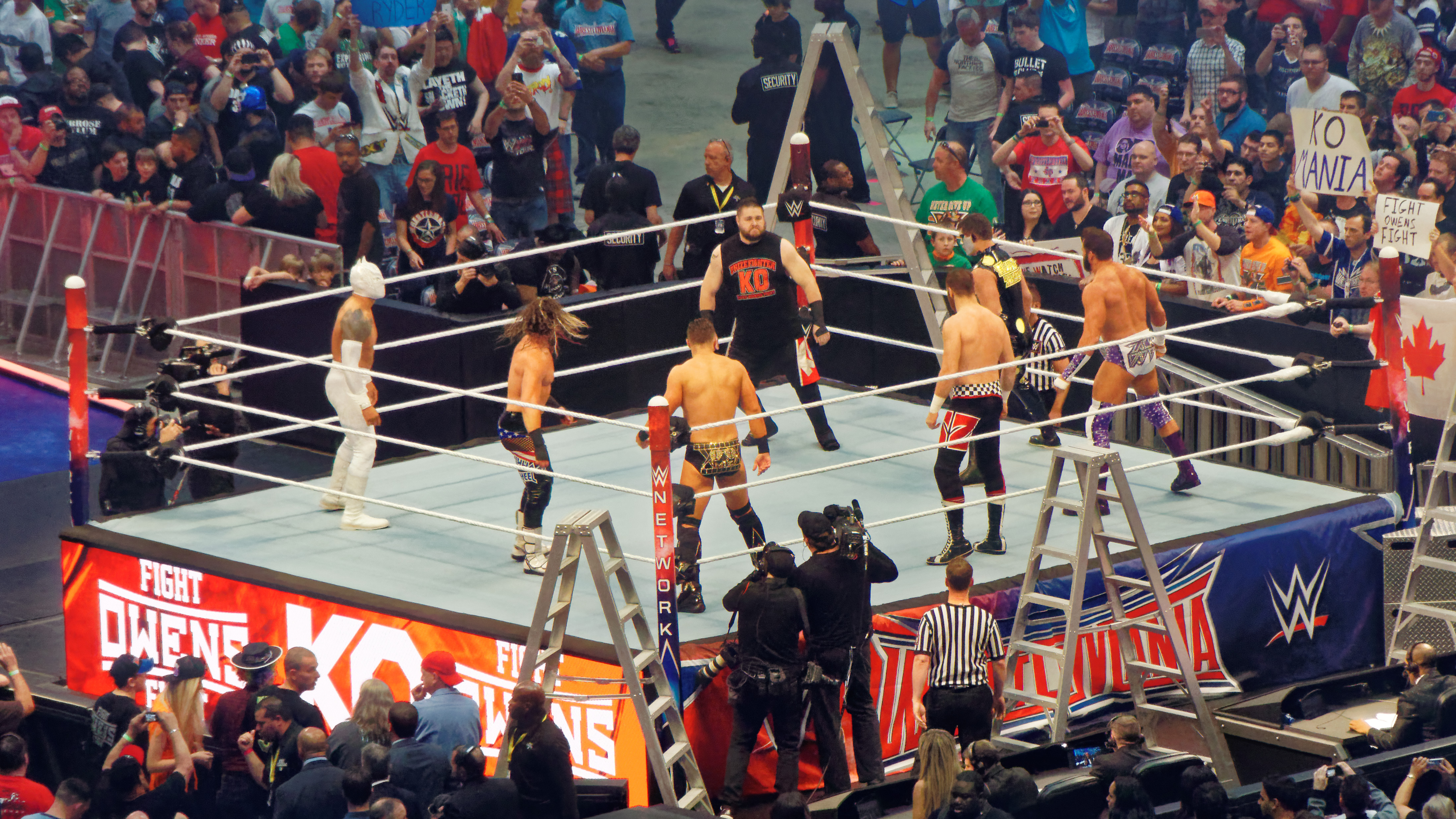
El Ladder Match por el Campeonato Intercontinental.

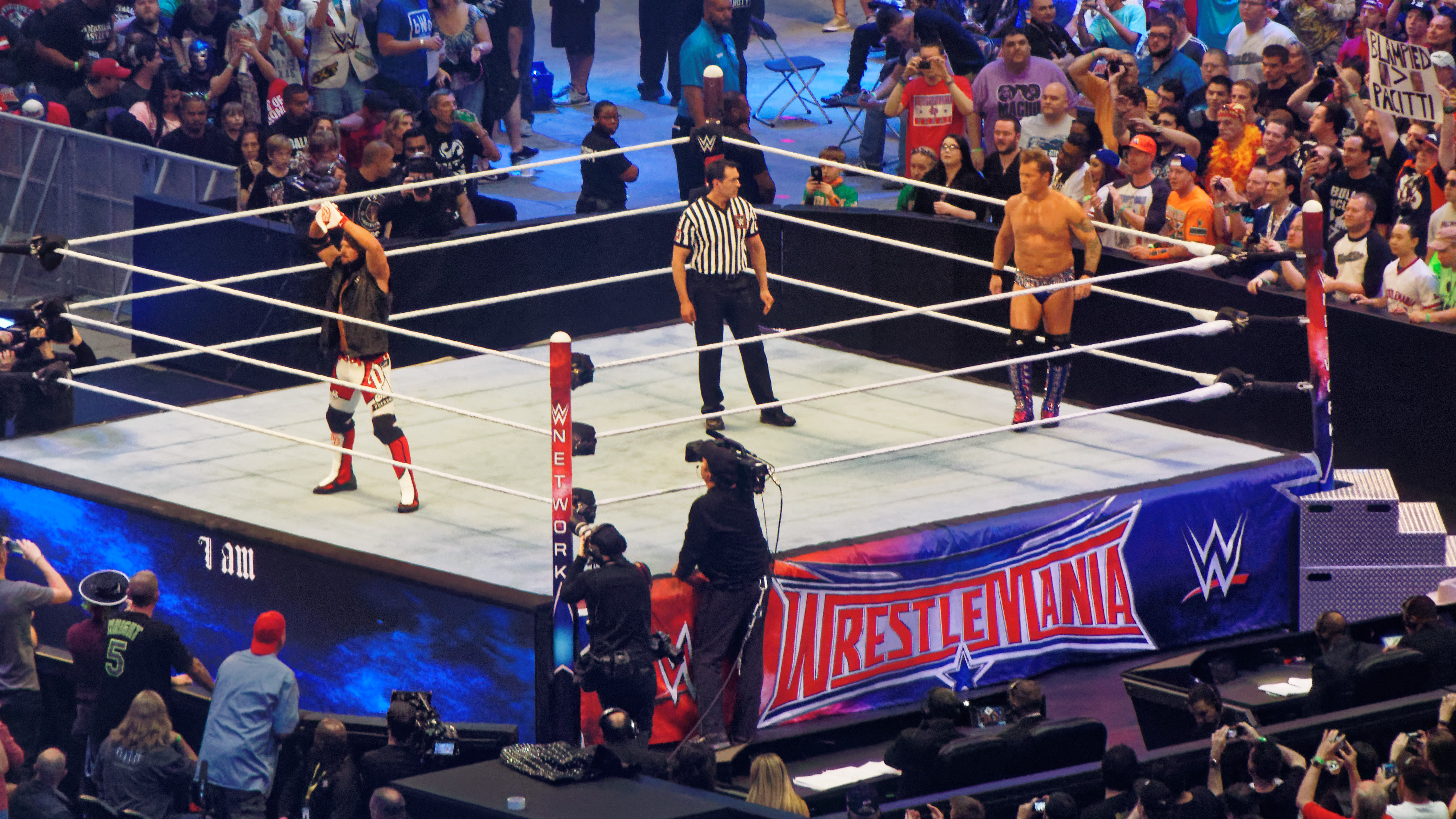
AJ Styles haciendo su entrada en su lucha contra Chris Jericho.

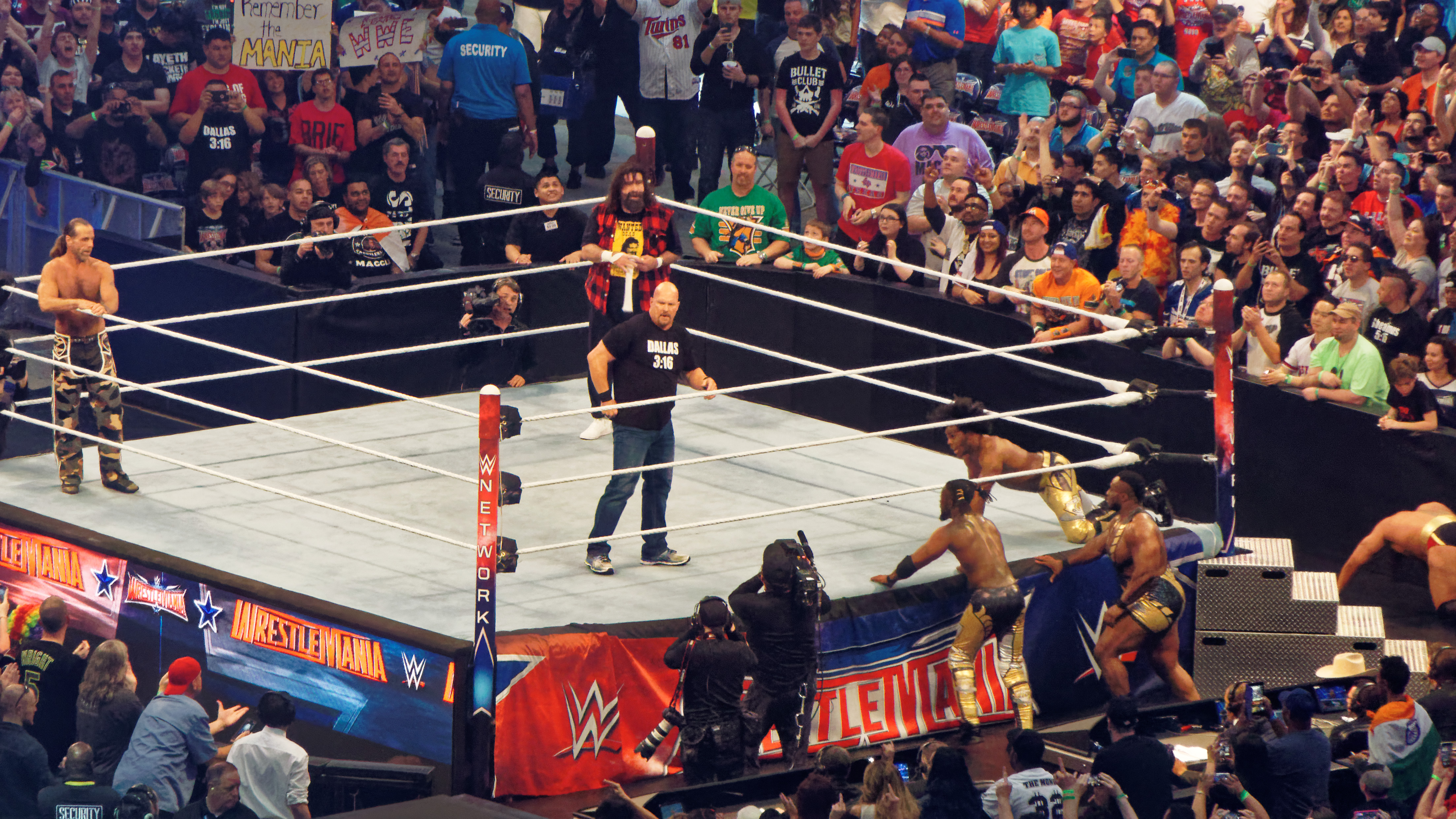
Shawn Michaels, Mick Foley y Stone Cold Steve Austin en la intromisión de la posterior lucha entre The League of Nations y The New Day.

- Kick-Off: Kalisto derrotó a Ryback y retuvo el Campeonato de los Estados Unidos. (8:58)[36]
  - Kalisto cubrió a Ryback después de un «Salida del Sol».

- Kick-Off: Team Total Divas (Brie Bella, Paige, Natalya, Alicia Fox & Eva Marie) derrotaron a Team B.A.D. & Blonde (Lana, Naomi, Tamina, Summer Rae & Emma). (11:25)[37]
  - Brie forzó a rendirse a Naomi con un «Yes! Lock».
  - Después de la lucha, Nikki Bella salió para celebrar junto a The Total Divas.

- Kick-Off: The Usos (Jey Uso & Jimmy Uso) derrotaron a The Dudley Boyz (Bubba Ray & D-Von). (5:18)[38]
  - Jey cubrió a D-Von después de una «Samoan Kick».
  - Después de la lucha, The Dudley Boyz atacaron a The Usos y subieron dos mesas al ring, pero ellos terminaron rompiéndolas por The Usos con un doble «Uso Splash».

- Zack Ryder derrotó a Kevin Owens (c), Dolph Ziggler, The Miz, Sami Zayn, Sin Cara y Stardust en un Ladder Match y ganó el Campeonato Intercontinental. (15:24)[39]
  - Ryder ganó la lucha después de descolgar el campeonato desde lo alto del coliseo.

- Chris Jericho derrotó a AJ Styles. (17:08)[40]
  - Jericho cubrió a Styles después de un «Codebreaker» en el aire.

- The League of Nations (Sheamus, Alberto Del Rio & Rusev) (con King Barrett) derrotaron a The New Day (Big E, Kofi Kingston & Xavier Woods). (10:03)[41]
  - Sheamus cubrió a Woods después de un «Bull Hammer» de Barrett y un «Brogue Kick».
  - Durante la lucha, Barret interfirió a favor de The League of Nations.
  - Después de la lucha, Shawn Michaels, Mick Foley & Stone Cold Steve Austin atacaron a The League of Nations.
  - Después de la lucha, The New Day intentó celebrar con Austin, pero este le aplicó un «Stone Cold Stunner» a Woods.

- Brock Lesnar (con Paul Heyman) derrotó a Dean Ambrose en un No Holds Barred Street Fight. (12:50)[42]
  - Lesnar cubrió a Ambrose después de un «F-5» sobre una pila de sillas.
  - Este fue el último combate de PPV en el que hubo alambre de púas hasta el Extreme Rules Match de NXT No Mercy entre Becky Lynch y Tiffany Stratton.

- Charlotte (con Ric Flair) derrotó a Becky Lynch y Sasha Banks y ganó el Campeonato Femenino de la WWE. (16:01)[43]
  - Charlotte forzó a Lynch a rendirse con el «Figure-Eight Leglock».
  - Durante la lucha, Flair interfirió impidiendo que Banks rompiera el conteo de la victoria de Charlotte.
  - Originalmente el Campeonato de Divas estaría en juego en la lucha, pero fue reemplazado por el nuevo Campeonato Femenino de la WWE.
  - Snoop Dogg acompañado de Raven Felix interpretaron el tema de entrada de Banks con una lluvia de confeti rosado y morado.

- The Undertaker derrotó a Shane McMahon en un Hell in a Cell Match. (30:05)[44]
  - The Undertaker cubrió a Shane después de un «Tombstone Piledriver».
  - Como consecuencia, Shane debió entregar sus acciones de la empresa a Vince McMahon.
  - Si Shane ganaba, obtendría el control total de Raw.
  - Si The Undertaker hubiese perdido, no hubiera podido competir nunca más en un WrestleMania.

- Baron Corbin ganó un 20-Man Battle Royal Match y ganó el André the Giant Memorial Battle Royal. (9:42)[45]
  - Corbin eliminó finalmente a Kane, ganando la lucha.
  - Este fue el debut de Corbin en WWE.
  - Los otros participantes fueron (en orden de eliminación y quien lo eliminó): 1-Fandango (Show), 2-Damien Sandow (O'Neal), 3-Shaquille O'Neal (varios), 4-The Big Show (varios), 5-Viktor (Diamond), 6-Diamond Dallas Page (Konnor), 7-Konnor (R-Truth y Goldust), 8-Tatanka (Corbin), 9-Jack Swagger (Kane), 10-R-Truth (Axel), 11-Goldust (Dallas, Rose, Axel y Slater), 12-Curtis Axel (Corbin), 13-Adam Rose (Kane), 14-Heath Slater (Henry), 15-Tyler Breeze (Henry), 16-Mark Henry (Kane y Young), 17-Bo Dallas (Kane) y 18-Darren Young (Kane).

- The Rock derrotó a Erick Rowan (con Bray Wyatt & Braun Strowman). (0:06)[46]
  - The Rock cubrió a Rowan después de un «Rock Bottom».
  - Después de la lucha, The Wyatt Family intentó atacar a The Rock, pero John Cena hizo su retorno para ayudarlo.
  - Esta lucha duró 6 segundos, siendo así la pelea más corta en la historia de WrestleMania.

- Roman Reigns derrotó a Triple H (con Stephanie McMahon) y ganó el Campeonato Mundial Peso Pesado de la WWE. (27:10)[47]
  - Reigns cubrió a Triple H después de un «Spear».
  - Durante la lucha, Stephanie interfirió a favor de Triple H, pero recibió un «Spear» de Reigns acidentalmente.

## Recepción
Troy L. Smith, de cleveland.com escribió que «WrestleMania 32 fue una noche que desafió bajas expectativas, gracias en gran parte a una tonelada de nostalgia de la WWE», sin embargo agregó que «parte de la buena voluntad temprana fue desperdiciada por las extrañas decisiones de booking». Smith consideró que el evento principal era «muy aburrido - uno de los peores eventos principales alguna vez vistos en WrestleMania», con el final viendo a la WWE «encontrándose atrapada en un momento en que no podía salirse con más abucheos que aplausos». En última instancia, Smith llegó a la conclusión de que «WrestleMania 32 demostró que Zack Ryder (o cualquier persona) es mejor que Roman Reigns».
Paul Tamburro de CraveOnline escribió que el espectáculo se caracterizó por «inexplicables decisiones de booking que minaron de forma activa toda la progresión de storylines», añadiendo que «WWE rutinariamente realizó swerves a sus fanáticos con finales de luchas que eran menos emocionantes de lo que se esperaba». Criticó el evento principal como una «lucha aburrida, de ritmo lento» y describió el push babyface de Reigns como «absurdo» y «un embarazoso experimento fallido para la compañía», con «la gente todavía siendo dada ninguna razón para sentir nada por el tipo fuera de pura ambivalencia u odio venenoso». Tamburro también fue crítico de la lucha entre Shane McMahon y The Undertaker, que calificó de «completamente inútil», y de la derrota de Dean Ambrose, escribiendo que «perder ante Lesnar, de manera tan decepcionante pone una gran mella en su valor». Tuvo más críticas por la excesiva dependencia de la compañía en estrellas del pasado, escribiendo que «mientras que la aplicación de estos grandes nombres fue un montón de diversión, todavía ocurrió en detrimento del talento actualmente en la lista». Por el contrario, Tamburro alabó la lucha por el Campeonato Femenino, que calificó de «triunfo», y describió la victoria inesperada de Zack Ryder como «el momento para sentirse bien del espectáculo».
James Caldwell de Pro Wrestling Torch describió el evento como un «espectáculo raro». Calificó el evento principal con 1,5 estrellas de 5, cuestionando por qué «alguien querría sentarse a través de este largo evento principal» y criticó «el ego de la familia McMahon» por realizar la lucha. Caldwell pasó a describir a Reigns como «un proyecto que hubiera sido echado a carcajadas de ese lugar en cualquier otra era». Caldwell decidió no calificar la lucha Hell in a Cell, y la describió como un «asunto raro» con «Shane McMahon, un no luchador contra The Undertaker en una de las últimas luchas de WrestleMania de Taker». El combate por el Campeonato Femenino recibió una clasificación de 3 estrellas, «fuerte» aparte del final, el cual desconcertó a Caldwell, ya que aparentemente «WrestleMania no es un evento lo suficientemente grande como para que la repetida interferencia de Flair pague con las face(s) conquistando».
Nolan Howell del Canadian Online Explorer describió el espectáculo como «absurdamente bizarro. Extrañas decisiones de booking y nada pareció ser resuelto en absoluto, aparte de la improvisada historia Shane vs. Undertaker que podría haber sido resuelta en cualquier momento». Howell escribió que si bien «la calidad de las luchas estaban bien», el espectáculo era «espectáculo sin mucha sustancia». Describió la segunda mitad del espectáculo como un «choque de trenes», añadiendo que «WWE simplemente no puede hacer nada bien, de verdad». Howell describió la lucha por el Campeonato Femenino como la lucha de la noche, y para el evento principal se refirió a los abucheos «muy predecibles» para Roman Reigns, con los micrófonos de la multitud «sospechosamente» en gran parte silenciosos varias veces durante y después del evento principal.
David Scherer de Pro Wrestling Insider comentó sobre respuestas de que WrestleMania 32 fue «grandioso», contrarrestando que «a menos que estés poniendo el marco en su lugar para el futuro, se llega a un punto donde la mayoría de tus activos se han ido y estarás en una lugar estéril». Esto fue en referencia a «los finales y desarrollo de personajes (o falta de ello)», resultando en estrellas de la generación pasada (Jericho, Austin, Foley, Michaels, The Rock) brillando a expensas de los luchadores de la generación actual (Styles, The New Day, The League of Nations y The Wyatt Family). Scherer también criticó a Vince McMahon por ignorar el «claro edicto» de los aficionados contra Roman Reigns como campeón mundial.
Scott Keith de Sporting News escribió que WrestleMania 32 «terminó siendo un trabajo duro de cinco horas (siete horas con el pre-show) y uno de los peores WrestleManias cuando todo estaba dicho y hecho». Escribió que «Roman Reigns mostró una vez más que él no es el hombre para ser una estrella a pesar de los mejores esfuerzos de Triple H por conseguir una lucha 'clásica' de él, y la lucha Shane-Undertaker terminó siendo un siesta de 30 minutos en vez del desorden caótico que todos querían». Keith alabó el combate por el Campeonato Femenino y a Zack Ryder por tener su «momento WrestleMania».